# دستگاه تست خزش
دستگاه تست خزش مقدار تغییرات ماده مورد بررسی را پس از تحمل تنش اندازه‌گیری می‌کند.
مهندسان از ماشین‌های Creep برای تعیین پایداری و رفتار یک ماده در هنگام قرار گرفتن در معرض تنش‌های معمولی استفاده می‌کنند. آنها تعیین می‌کنند که یک جسم چقدر می‌تواند تحت فشار تحمل از خود نشان دهد، بنابراین مهندسان و محققان می‌توانند تعیین کنند که از چه موادی باید استفاده کرد.
این دستگاه یک منحنی وابسته به زمان خزش را با محاسبه نرخ ثابت خزش با توجه به زمان لازم برای تغییر ماده ایجاد می‌کند.

## خزش
خزش تمایل یک ماده به تغییر شکل در طول زمان پس از مواجهه با دما و تنش بالا است. خزش با دما افزایش می‌یابد و زمانی که یک ماده برای مدت طولانی در معرض دماهای بالا یا در نقطه ذوب ماده قرار می‌گیرد، رایج تر است.
ماشین‌های خزش برای درک بهتر خزش مواد و تعیین اینکه کدام نوع می‌تواند کار را بهتر انجام دهد استفاده می‌شود، که در ساخت و طراحی مواد برای مصارف روزمره مهم است. آنها معمولاً خزش آلیاژها و پلاستیک‌ها را برای درک خواص و مزایای استفاده از یک ماده نسبت به مواد دیگر آزمایش می‌کنند.

## پیش‌زمینه

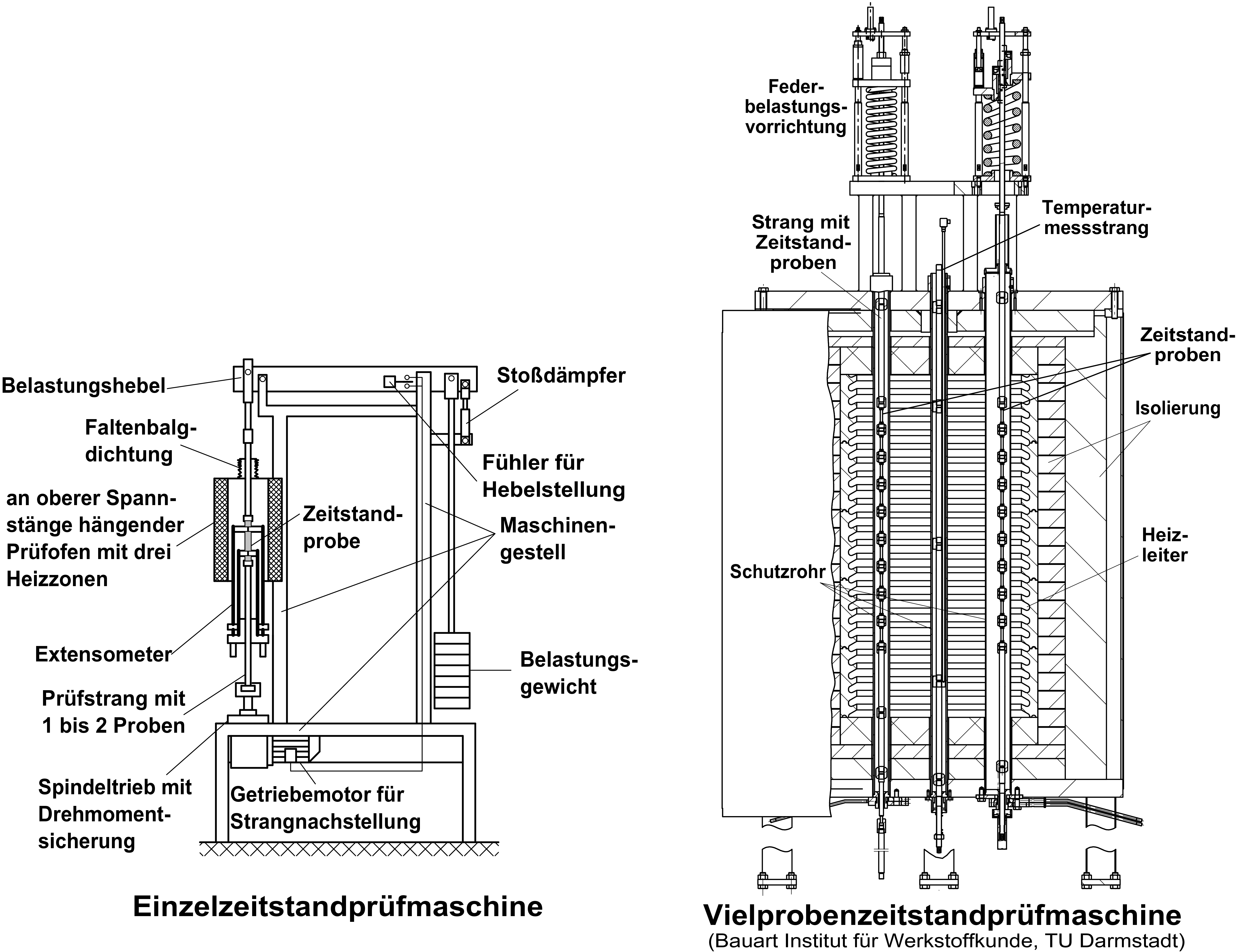
دستگاه تشت خزش

اولین ماشین‌های تست خزش در سال ۱۹۴۸ در بریتانیا ساخته شد تا مواد را برای هواپیماها آزمایش کند تا ببیند چگونه آنها در ارتفاعات، دما و فشار بالا عمل می‌کنند. این ماشین‌ها ابتدا برای محاسبه و درک بیشتر نرخ ثابت خزش در مواد توسعه یافتند.

## طراحی
محققان به دنبال آزمایش اجسام با ماشین خزش هستند تا فرایند متالورژی و خواص مکانیکی فیزیکی یک فلز را درک کنند، توسعه آلیاژها را آزمایش کنند، دادههایی را از بارهای مشتق شده دریافت کنند و بفهمند که آیا یک نمونه یا ماده در داخل مرز آن چیزی که آنها آزمایش می‌کنند قرار دارد یا خیر.طراحی اصلی یک ماشین خزش کوره، دستگاه بارگیری و ساختار پشتیبانی است.
نوع اصلی دستگاه تست خزش، دستگاه تست خزش بار ثابت است. ماشین خزش بار ثابت شامل یک سکوی بارگیری، پایه، دستگاه‌های ثابت و کوره است. دستگاه‌های فیکسچر، دستگیره‌ها و میله‌های کششی هستند.
- سکوی بار یا آویز بار جایی است که جسم با سرعت ثابت فشار را تحمل می‌کند.
- گیره‌ها مواد را در موقعیت خاصی نگه می‌دارند. موقعیت مهم است؛ زیرا اگر تراز خاموش باشد، دستگاه خوانش خزش نادرست را ارائه می‌دهد.
- برای اندازه‌گیری کرنش از Dial Gauge استفاده می‌شود. این جسم است که حرکت جسم را در ماشین ثبت می‌کند. پرتو بار حرکت را از دستگیره به گیج چرخان منتقل می‌کند.
- محفظه گرمایش چیزی است که جسم را احاطه کرده و دما را حفظ می‌کند.

## کاربردها
ماشین‌های خزش معمولاً در آزمایشها برای تعیین میزان کارآمدی و پایداری یک ماده استفاده می‌شوند. این دستگاه توسط دانشجویان و شرکت‌ها برای ایجاد منحنی خزشی در مورد میزان فشار و استرسی که یک ماده می‌تواند تحمل کند، استفاده می‌شود. دستگاه قادر به محاسبه نرخ تنش، زمان و فشار است.
تست خزش سه کاربرد مختلف در صنعت دارد:
1. کاربرد محدود کاهش استرس: تنش در ابتدا آرام‌تر می‌شود و با گذشت زمان تنش آرام‌تر می‌شود، مانند سیم کابل و پیچ و مهره.[۵]
2. کاربردهای محدود پارگی: در این نرم‌افزار شکستگی برای مواد رخ نمی‌دهد، اما می‌تواند با عبور مواد از طریق خزش، ابعاد مختلفی داشته باشد. لوله‌های فشار قوی نمونه‌هایی از آنها هستند.
3. کاربردهای با جابجایی محدود: اندازه باید دقیق باشد و خطا یا تمایل کمی برای تغییر وجود داشته باشد. این بیشتر در روتورهای توربین در موتورهای جت یافت می‌شود.

## نمودار خزش
خزش به زمان وابسته است؛ بنابراین منحنی که ماشین تولید می‌کند نمودار زمان در مقابل کرنش است. شیب منحنی خزش نرخ خزش(dε/dt) است. روند منحنی، یک شیب رو به بالا است. نمودارها برای یادگیری روند آلیاژها یا مواد مورد استفاده مهم هستند و با تولید نمودار زمان خزش، تعیین مواد بهتر برای یک کاربرد خاص آسان‌تر است.

## مراحل خزش
سه مرحله خزش وجود دارد:
- خزش اولیه: مرحله خزش اولیه که در آن شیب در ابتدا در مدت زمان کوتاهی به سرعت در حال افزایش است. پس از سپری شدن مدت زمان معینی، شیب از افزایش اولیه خود به آرامی شروع به کاهش می‌کند.
- خزش حالت پایدار: سرعت خزش ثابت است بنابراین خط روی منحنی یک خط مستقیم را نشان می‌دهد که یک نرخ ثابت است.
- خزش سوم: آخرین مرحله خزش زمانی است که جسمی که تحت فشار قرار می‌گیرد به نقطه شکست خود می‌رسد. در این مرحله خزش جسم به‌طور مداوم افزایش می‌یابد تا زمانی که شی بشکند. شیب این مرحله برای اکثر مصالح بسیار تند است.

با بررسی سه مرحله فوق، دانشمندان قادر به تعیین دما و فاصله زمانی‌ای هستند که یک جسم پس از قرار گرفتن در معرض بار دچار اختلال می‌شود. برخی از مواد حالت خزش ثانویه بسیار کوچکی دارند و ممکن است مستقیماً از حالت خزش اولیه به حالت خزش سوم بروند. این بستگی به خواص ماده ای دارد که در حال آزمایش است. توجه به این نکته مهم است؛ زیرا رفتن مستقیم به حالت سوم باعث می‌شود که ماده سریعتر از فرم خود جدا شود.
یک نمودار خطی نشان می‌دهد که ماده تحت تنش به تدریج در حال تغییر شکل است، و ردیابی آن در سطحی از تنش که یک جسم می‌تواند تحمل کند دشوارتر است. این همچنین به این معنی است که ماده دارای مراحل مشخصی نخواهد بود، که باعث می‌شود نقطه شکست یک جسم کمتر قابل پیش‌بینی باشد. این یک نقطه ضعف برای دانشمندان و مهندسان در هنگام تلاش برای تعیین سطح خزشی است که جسم می‌تواند تحمل کند.